# Dejan Milojević
Dejan Milojević (in serbo Дејан Милојевић?; Belgrado, 15 aprile 1977 – Salt Lake City, 17 gennaio 2024) è stato un cestista e allenatore di pallacanestro serbo.

## Palmarès

### Giocatore

#### Squadra
- YUBA liga: 3

Budućnost: 2000-01
Partizan Belgrado: 2004-05, 2005-06
- Coppa di Jugoslavia: 1

Budućnost: 2001

#### Individuale
- MVP Lega Adriatica: 3

Budućnost Podgorica: 2003-04
Partizan Belgrado: 2004-05, 2005-06

### Allenatore
- Campionato montenegrino: 1

Budućnost: 2020-21
- Coppa di Serbia: 1

Mega Leks Belgrado: 2016
- Coppa del Montenegro: 1

Budućnost: 2021